# Archaeochlus bicirratus
Archaeochlus bicirratus är en tvåvingeart som beskrevs av Lars Zakarias Brundin 1966. Archaeochlus bicirratus ingår i släktet Archaeochlus och familjen fjädermyggor.
Artens utbredningsområde är Lesotho. Inga underarter finns listade i Catalogue of Life.